# Cantó de Schirmeck
El cantó de Schirmeck (alsacià  Kanton Schirmeck) és una antiga divisió administrativa francesa que estava situada al departament del Baix Rin i a la regió del Gran Est.
Al 2015 va desaparèixer i el seu territori va passar a formar part del cantó de Mutzig.

## Composició
El cantó de Schirmeck aplegava 16 comunes :
| Nom alsacià   | Nom francès        | Nom alemany |
| Bàrebàch      | Barembach          | Barembach   |
| (*)           | Bellefosse         | Schöngrund  |
| (*)           | Belmont            | Schönenberg |
| (*)           | Blancherupt        | Bliensbach  |
| (*)           | La Broque          | Vorbruck    |
| (*)           | Fouday             | Urbach      |
| Grossbrunn    | Grandfontaine      | Großbrunn   |
| Nàswil        | Natzwiller         | Natzweiler  |
| (*)           | Neuviller-la-Roche | Neuweiler   |
| Ruudöi        | Rothau             | Rothau      |
| Rüss          | Russ               | Russ        |
| Schirmeck     | Schirmeck          | Schirmeck   |
| Solbàch       | Solbach            | Solbach     |
| Wàlderschbàch | Waldersbach        | Waldersbach |
| Wílderschbàch | Wildersbach        | Wildersbach |
| (*)           | Wisches            | Wisch       |

## Història
| Data d'elecció | Identitat       | Partit | Qualitat            |
| -------------- | --------------- | ------ | ------------------- |
| 1955-1958      | Henri Meck      | MRP    | alcalde de Molsheim |
| 1992-2004      | Alain Ferry     | MDR    | alcalde de Wisches  |
| 2004-          | Frédéric Bierry | UMP    |                     |